# Герцог де Вильена

Герб города Вильена, провинция Аликанте, который дал название сеньоров де Вильена и герцогов де Вильена.

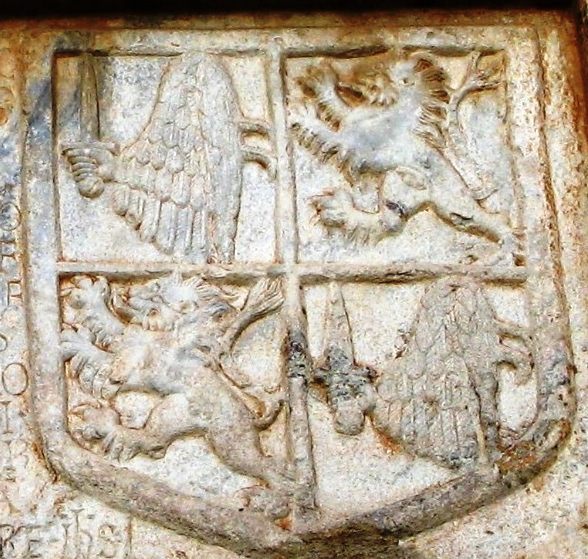
Герб семьи Мануэль, сеньоров сеньории де Вильена.

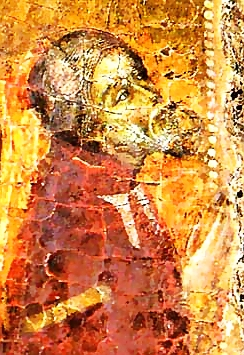
Инфант Дон Хуан Мануэль, «герцог и принц де Вильена».

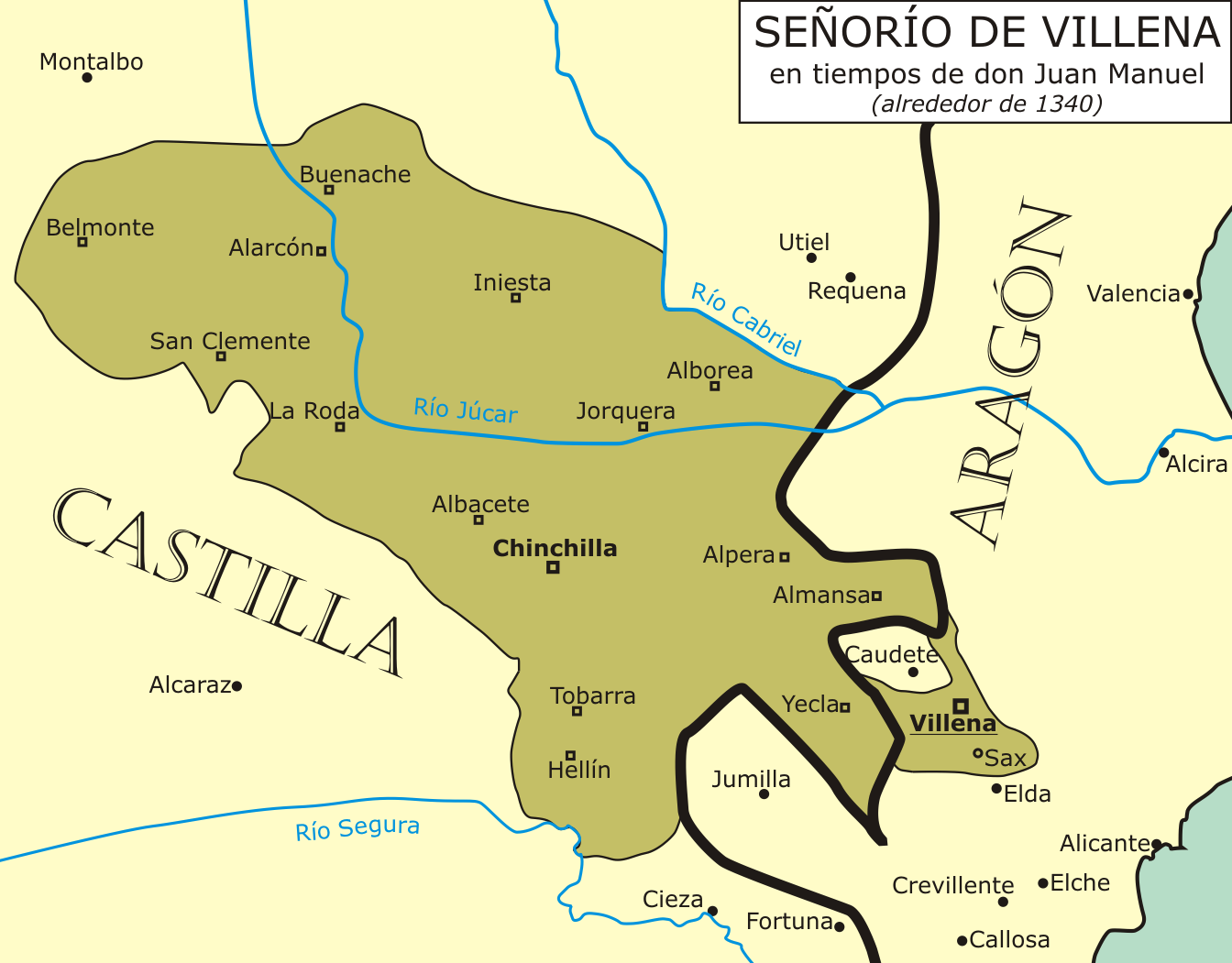
Сеньория де Вильена, 1340 год

Герб инфанта Арагона Энрике де Трастамара, 6-го герцога де Вильена

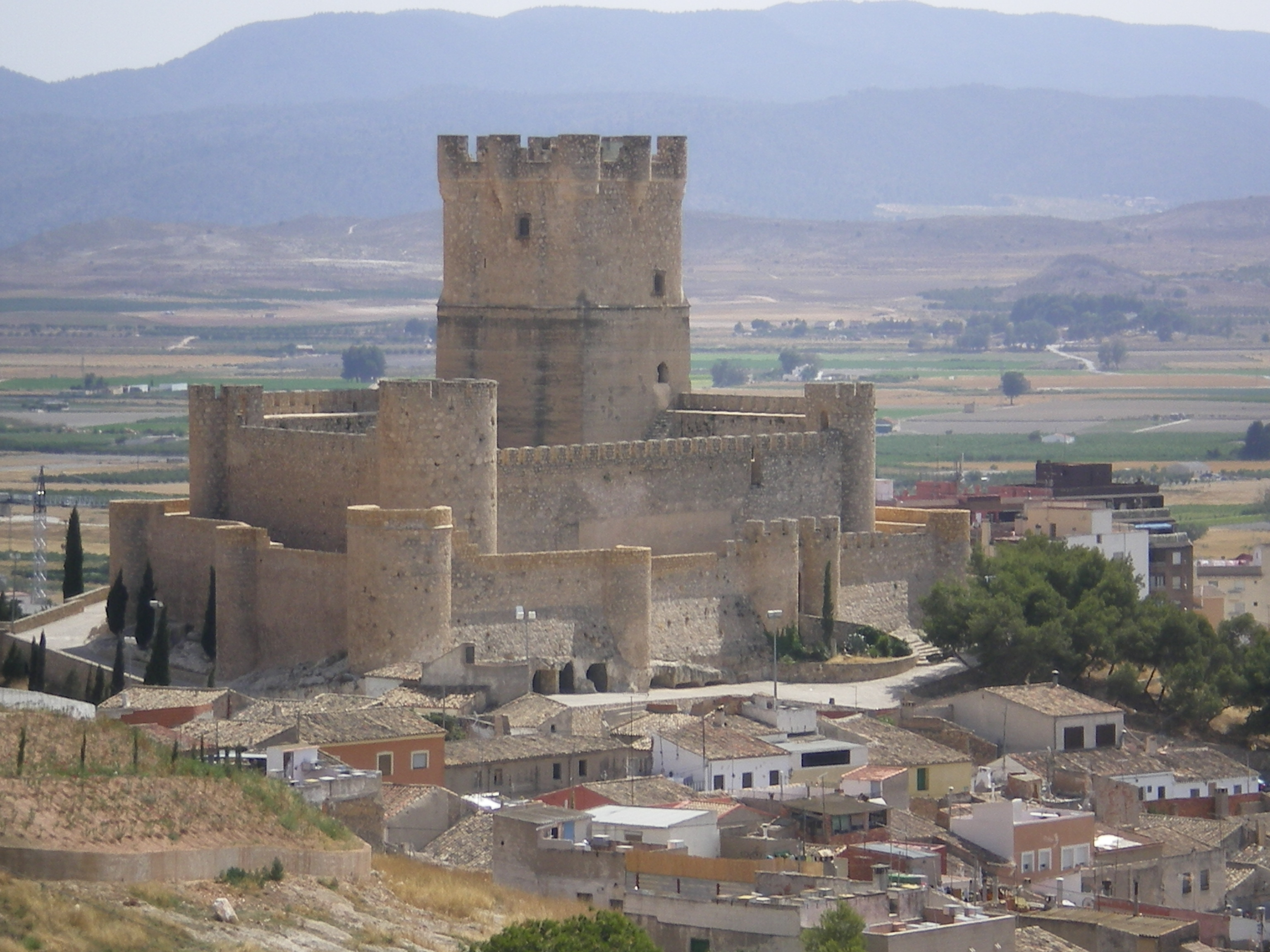
Замок Вильена

Герцог де Вильена (duque de Villena) — испанский дворянский титул, существовавший дважды в истории Испании (1336—1366, 1420—1445). В 1420 году король Кастилии Хуан II пожаловал титул герцога де Вильена своему двоюродному брату и зятю, Энрике де Трастамара, инфанту Арагона (1400—1445), по случаю его бракосочетания последнего с инфантой Екатериной Кастильской (1403—1439).
Инфант Энрике де Трастамара был сыном короля Арагона Фердинанда I и Элеоноры де Альбуркерке, графини де Альбуркерке.
Название герцогского титула происходит от названия местности Вильена в провинции Аликанте (Валенсия).

## История вопроса
В 1252 году после смерти короля Кастилии Фернандо III его седьмой сын, инфант Мануэль Кастильский (1234—1283), получил во владение сеньории Вильена, Эльче, Эскалона, Санта-Олалья, Пеньяфьель, Агреда, Роа и Куэльяр. Ему наследовал его единственный сын, Дон Хуан Мануэль, 2-й сеньор де Вильена (1282—1348). В 1333 году король Арагона Альфонсо IV пожаловал ему титул маркиза де Вильена. А в 1336 году он получил короля Арагона Педро IV титул 1-го герцога де Вильена. Его сменил в 1348 году его второй сын, Фернандо Мануэль, 2-й герцог де Вильена, 3-й сеньор Эскалона, Пеньяфьель и Куэльяр (1332—1350). Ему наследовала его единственная дочь, Бланка Мануэль де Вильена, 3-я герцогиня де Вильена (1348—1361).
В 1361 году после смерти Бланки её титулы унаследовала его тетка, Хуана Мануэль де Вильена (1339—1381), единственная дочь Хуана Мануэля (1282—1348) и Бланки Нуньес де Лара. В июле 1350 года Хуана Мануэль де Вильена вышла замуж за инфанта Энрике Кастильского (1334—1379), будущего короля Кастилии в 1366—1367, 1369—1379 годах. В 1366 году герцогство Вильена было возвращено в состав Кастилии.
В 1409 году король Кастилии Хуан II пожаловал во владение герцогство Вильена своей сестре, инфанте Марии Кастильской (1401—1458). После брака с королем Арагона Альфонсо V Великодушным в 1415 году инфанта Мария потеряла герцогство.
В 1420 году новым владельцем герцогства стал инфант Арагонский Энрике де Трастамара, 6-й герцог де Вильена (1400—1445), третий сын короля Арагона Фердинанда I Справедливого и великий магистр Ордена Сантьяго (1409—1445). В 1420 году он женился на инфанте Екатерине Кастильской, дочь Энрике III и Екатерины Ланкастерской, сестре короля Кастилии Хуана II.
В 1445 году после смерти Энрике де Трастамары герцогство Вильена вернулось в состав Кастильского королевства. В том же 1445 году король Кастилии Хуан II пожаловал титул 1-го маркиза де Вильена своему фавориту Хуану Пачеко.

## Герцоги де Вильена
|                                            | Титул                                    | Период                                   |
| Креация создана королем Арагона Педро IV   | Креация создана королем Арагона Педро IV | Креация создана королем Арагона Педро IV |
| ------------------------------------------ | ---------------------------------------- | ---------------------------------------- |
| I                                          | Инфант Дон Хуан Мануэль                  | 1336—1348                                |
| II                                         | Дон Фернандо Мануэль де Вильена          | 1348—1350                                |
| III                                        | Бланка Мануэль де Вильена                | 1350—1360                                |
| IV                                         | Хуана Мануэль де Вильена                 | 1360—1366                                |
| титул возвращён короне                     |                                          |                                          |
| Креация создана королем Кастилии Хуаном II |                                          |                                          |
| V                                          | Инфанта Мария Кастильская                | 1409—1415                                |
| VI                                         | Инфант Энрике де Трастамара              | 1420—1445                                |
| VII                                        | Инфанта Екатерина Кастильская            | 1420—1439                                |
| титул возвращён короне                     |                                          |                                          |

## История герцогов де Вильена

### Первая креация
- Инфант Дон Хуан Мануэль (1282—1348), 1-й герцог де Вильена, а также принц же Вильена и 2-й сеньор де Вильена. Сын Мануэля Кастильского (1234—1283), инфанта Кастилии и Леона, сеньора де Вильена, а также Эскалона и Пеньяфьель, и Беатрис Савойской (1250—1292), дочери Амадео IV, графа Савойского. Племянник короля Кастилии Альфонса X Мудрого, внука Фердинанда III Святого. Он унаследовал от своего отца, инфанта Мануэля Кастильского, сеньорию де Вильена.

Один из самых богатых и могущественных сеньоров Кастилии, командовал собственным войском, состоящим из более тысячи рыцарей. Пользовался своими собственными деньгами.
Дон Хуан Мануэль был трижды женат. В 1299 году он женился первым браком на Изабелле де Майорка и Фуа (1280—1301), дочери короля Мальорки Хайме II. Первый брак был бездетным.
В 1311 году женился вторым браком на Констанции (1300—1327), дочери короля Хайме II Арагонского. От этого брака родились:
- Констанса Мануэль де Вильена (1316—1345), жена короля Португалии Педру I и мать короля Фернанду I
- Беатриса Мануэль де Вильена, умерла в молодости
- Мануэль де Вильена, умер в молодости

В 1329 году Хуан Мануэль третьим браком женился на Бланке Нуньес де Лара (1311—1347), дочери инфанта Фернандо де ла Серда (1275—1322), внука короля Кастилии Альфонсо X Мудрого. Дети от третьего брака:
- Фернандо Мануэль де Вильена (1332—1350), который унаследовал от отца сеньории Эскалона, Пеньяфьель и Вильена. Был женат на Хуанне де Ампурьас, дочери Рамона Беренгера Арагонского и Анжуйского (1308—1364), графа Ампурьаса, сына короля Хайме II Арагонского
- Хуана Мануэль де Вильена (1339—1381), сеньора де Эскалона и Пеньяфьель, вышла замуж за инфанта Энрике, будущего короля Кастилии Энрике II.

Имел детей внебрачных детей от связи с Инес де Кастаньеда:
- Санчо Мануэль де Вильена и Кастанеда (1320—1347)
- Энрике Мануэль де Вильена, граф Сейя (1337—1390).

### Вторая креация
- Энрике де Трастамара (1399—1445), 6-й герцог де Вильена, инфант Арагонский, магистр Ордена Сантьяго (1409—1445), граф де Альбуркерке (1418), граф де Ампурьяс и граф де Сегорбе (1436), в 1420 году был возведен в звание герцога де Вильена.

В 1420 году Энрике де Трастамара женился на инфанте Екатерине Кастильской (1403—1439), дочери короля Кастилии Энрико III и Екатерины Ланкастерской, сестре короля Кастилии Хуана II. Их брак был бездетным. В 1444 году он вторично женился на Беатрисе Пиментель, дочери Родриго Алонсо Пиментеля, 2-го графа Беневетне (ум. 1440), и Элеоноры Энрикес де Мендоса. Дети от второго брака:
- Энрике де Арагон и Пиментель, 1-й герцог де Сегорбе (1445—1522). Был женат на Гиомар Португальской (1468—1516), дочери Альфонсо Португальского, 1-го графа де Фаро и 1-го графа де Одемира.